# Deinonychus
Deinonychus (tiếng Latin có nghĩa là: 'khủng khiếp' và, sở hữu 'móng vuốt') là một chi khủng long theropoda. Chỉ có một loài được mô tả Deinonychus antirrhopus. Loài này có thể phát triển đến chiều dài 3,4 mét (11 ft), sống vào đầu kỷ Creta khoảng 115–108 triệu năm trước (thời kỳ giữa Aptia tới đầu Albia). Hóa thạch được phát hiện ở các bang Montana, Wyoming, và Oklahoma, tại lớp đá thuộc thành hệ Cloverly và thành hệ Antlers. 
Nhà cổ sinh vật học John Ostrom nghiên cứu Deinonychus vào cuối thập kỷ 1960 đã tạo nên một cuộc cách mạng về cách các nhà khoa học nghĩ về khủng long, dẫn đầu "thời kỷ phục hưng của khủng long" và châm ngòi cho các tranh cãi rằng khủng long máu nóng hay máu lạnh. Trước đó, quan niệm đại chúng về khủng long là các bò sát khổng lồ, cục mịch. Ostrom chú ý đến kích thước nhỏ, tư thế cơ thể nằm ngang, gai sống giống đà điểu, và đặc biệt là móng vuốt rất dài, làm nó trở thành một kẻ ăn thịt nhanh nhẹn, hoạt bát.